# Hæderstegnet for god tjeneste ved Søetaten
Hæderstegnet for god tjeneste ved Søetaten er et officielt dansk hæderstegn, der tildeles ansatte i Søværnet. Hæderstegnet blev indstiftet den 29. januar 1801 og hed oprindeligt Holmens Hæderstegn frem til 1843, en betegnelse som stadig finder anvendelse blandt de ansatte i Søværnet.
Hæderstegnet er i sølv og dets prægning fremstiller på den ene side den kongelige stifter, Kong Christian den VII's kronede navnetræk med omskriften: 29 JAN 1801 samt FOR GOD TIENESTE. På modsatte side en egekrans med indskriften FORTIENT.
Hæderstegnet tildeles enhver mand eller kvinde, der er ansat i Søværnet (Søetaten) og har forrettet i alt 25 års tjeneste ved Forsvaret. Kun personer med pletfri vandel kan indstilles til hæderen.
Ved i alt 40 års tjeneste ved forsvaret tildeles et egeblad af guld, der påhæftes hæderstegnets bånd. Dette gælder dog ikke for personer, der kan tildeles Fortjenstmedaljen i Sølv.
Bestemmelserne om tildeling af hæderstegnet er senest stadfæstet den 28. september 2005 af Hendes Majestæt Dronningen og herefter udgivet som en bestemmelse i Forsvaret. Heraf fremgår det bl.a., at for at kunne erholde hæderstegnet tildelt må den pågældende af sine foresatte være kendt som en brav mand eller kvinde, der ved troskab, duelighed, flid og i øvrigt god opførsel i tjenesten samt ved ulastelig vandel i sit private liv har gjort sig værdig til at bære et offentligt vidnesbyrd for god tjeneste ved Forsvaret. Endvidere gør bestemmelserne det klart, at når nogen, hvem hæderstegnet er tildelt, afgår ved døden, indsendes det ham tildelte hæderstegn til Forsvarets Personeltjeneste.